# Danny Spanos
George Spannos (South Lyon, Michigan), mais conhecido pelo nome artístico Danny Spanos, é um cantor e baterista estadunidense. Spanos é melhor lembrado por suas canções "Hot Cherie" e "I'd Lie to You for Your Love", que alcançaram as posições #15 e #42 respectivamente na Hot Mainstream Rock Tracks, parada musical da revista Billboard. Como baterista, trabalhou com Sly & the Family Stone, Redbone, Bloodstone e Butts Band.

## Vida e carreira
Filho de Catherine M. Spannos e John Spannos, Danny Spanos nasceu em South Lyon, Michigan. Aos 13 anos começou a tocar bateria e com 16 saiu de casa e foi para Los Angeles atrás de sucesso. Nesse período começou a tocar em diversas bandas como Sly & the Family Stone, Redbone, Bloodstone e Butts Band.
Em 1980 lançou seu álbum de estreia como cantor, mas obteve limitado sucesso. Em 1983 lançou o mini-LP "Passion in the Dark". O primeiro single, "Hot Cherie", alcançou a posição #15 na Hot Mainstream Rock Tracks da Billboard. Nessa época, Spanos morava em um trailer sem água e sem energia elétrica no Deserto de Mojave, afirmando que dessa forma "ninguém diz a ele o que fazer". O segundo single, "Excuse Me", recebeu leve execução na MTV. O álbum alcançou a posição #201 na Bubbling Under the Top LPs da Billboard. Gravou a canção "This Could Be Our Last Chance" para a trilha sonora do filme A Chance.
Em 1984 sua canção "One Track Heart (Passion in the Dark)" foi utilizada na trilha sonora do filme Corrida na Correnteza. No mesmo ano foi preso por perturbação do sossego. Seu terceiro álbum, "Looks Like Trouble", alcançou a posição #208 na Bubbling Under e o single "I'd Lie to You for Your Love" a posição #42 na Hot Mainstream Rock Tracks.

## Discografia

### Álbuns de estúdio
| Danny Spanos                                                                              | - Lançamento: 1980 - Gravadora: Windsong - Formatos: LP, K7               | —   | —  |
| Passion in the Dark                                                                       | - Lançamento: 1983 - Gravadora: Epic - Formatos: LP, K7, download digital | 201 | 15 |
| Looks Like Trouble                                                                        | - Lançamento: 1985 - Gravadora: Epic - Formatos: LP, K7, download digital | 208 | —  |
| "-" denota uma gravação que não entrou na parada ou que não foi lançada nesse território. |                                                                           |     |    |

### Singles
| 1980                                                                                      | "One Night Stands"             | —  | Danny Spanos        |
| 1983                                                                                      | "Hot Cherie"                   | 15 | Passion in the Dark |
| 1983                                                                                      | "Excuse Me"                    | —  | Passion in the Dark |
| 1985                                                                                      | "I'd Lie to You for Your Love" | 42 | Looks Like Trouble  |
| "—" denota uma gravação que não entrou na parada ou que não foi lançada nesse território. |                                |    |                     |